# 357

## Родени
- Симеон Стълпник, светец